# Fuerte del Rey
Fuerte del Rey er en by og kommune i det sydlige Spanien i provinsen Jaén. Den har et indbyggertal på 1.342 (2024) indbyggere.